# Houssine Bezzai
Houssine Bezzai (en arabe : حسين بزاي), né le 4 novembre 1978 à El Aïoun Sidi Mellouk au Maroc, est un footballeur néerlando-marocain. Il évolue au poste de défenseur latéral. Il possède la double nationalité marocaine et néerlandaise.

## Biographie

### Carrière
Houssine Bezzai joue principalement en faveur du Sparta Rotterdam et du club de TOP Oss.
Il dispute une cinquantaine de matchs en première division néerlandaise, et plus de 100 matchs en deuxième division.
En 1997, il remporte la Coupe d'Afrique des nations junior avec l'équipe du Maroc des moins de 20 ans.

## Palmarès
- Vainqueur de la Coupe d'Afrique des nations junior en 1997 avec l'équipe du Maroc des moins de 20 ans